# Stefan Schleicher
Stefan P. Schleicher (* 1943) ist ein österreichischer Wirtschaftswissenschaftler.

## Leben
Stefan Schleicher arbeitete von 1969 bis 1978 als Wissenschaftlicher Assistent am Institut für Höhere Studien in Wien. 1970 erlangte er das Doktorat an der Technischen Universität Graz und habilitierte sich 1974 an der Universität Wien. 1978 wurde er zum Ordentlichen Professor für Volkswirtschaftslehre und Volkswirtschaftspolitik an der Universität Graz bestellt wo er mit Oktober 2011 emeritierte. In der Wiener Zeitung verfasste Schleicher mehrere Jahre lang die Kolumne „So eine Wirtschaft“.
Schleicher ist Mitarbeiter des Wegener Center für Klima und Globalen Wandel.

## Publikationen
- Dynamische Modelle zur Simultanen Optimierung von Produktions- und Investitionsentscheidungen. Institut für Höhere Studien, Wien 1968.
- mit Heinz Glück: Forecast quality and simple instrument rules: a real-time data approach. Deutsche Bundesbank, Frankfurt am Main 2004, ISBN 978-3-86558-022-1.
- mit Angela Köppl: Policy Brief: Die Energiebilanz 2013 und die Erreichbarkeit der Energieziele für 2020. Österreichisches Institut für Wirtschaftsforschung, Wien 2014.
- mit Angela Köppl: Kosteneffekte des Energieeffizienzgesetzes. Analysen für Elektrizität liefernde Unternehmen. Österreichisches Institut für Wirtschaftsforschung, Wien 2014.
- mit Angela Köppl: Energieperspektiven für Österreich. Österreichisches Institut für Wirtschaftsforschung, Wien 2014.
- Policy brief: Keine Energiewende für Österreich: Perspektiven für die Transformation des Energiesystems. Österreichisches Institut für Wirtschaftsforschung, Wien 2015.
- mit Angela Köppl: Policy Brief: Die Klimakonferenz 2015 in Paris: Neue Markierung für die Klimapolitik? Österreichisches Institut für Wirtschaftsforschung, Wien 2015.
- Welche Zukunft für Energie und Klima? Folgenabschätzungen für Energie- und Klimastrategien. Zusammenfassende Projektaussagen. Österreichisches Institut für Wirtschaftsforschung, Wien 2018.
- mit Angela Köppl, Margit Schratzenstaller: Fragen und Fakten zur Bepreisung von Treibhausgasemissionen. Österreichisches Institut für Wirtschaftsforschung, Wien 2019.
- mit Angela Köppl: Ausbaupläne für Energie: Wofür, wie und wo im Energiesystem investieren? Österreichisches Institut für Wirtschaftsforschung, Wien 2019.
- Analysen zur österreichischen Energiebilanz 2017. Österreichisches Institut für Wirtschaftsforschung, Wien 2019.
- mit Angela Köppl: Systemische Perspektiven zur Energieeffizienz. Unterstützende Analysen für die Novellierung des österreichischen Energieeffizienzgesetzes. Wissenschaftliche Assistenz Katharina Köberl-Schmid, Österreichisches Institut für Wirtschaftsforschung, Wien 2021.